# Мегурень (комуна)
Мегурень, Мегурені (рум. Măgureni) — комуна у повіті Прахова в Румунії. До складу комуни входять такі села (дані про населення за 2002 рік):
- Кокорештій-Каплій (859 осіб)
- Лунка-Праховей (1141 особа)
- Мегурень (4630 осіб) — адміністративний центр комуни

Комуна розташована на відстані 72 км на північ від Бухареста, 24 км на північний захід від Плоєшті, 68 км на південь від Брашова.

## Населення
За даними перепису населення 2002 року у комуні проживали 6630 осіб.
Національний склад населення комуни:
| Національність | Кількість осіб | Відсоток |
| -------------- | -------------- | -------- |
| румуни         | 6627           | > 99,9%  |
| угорці         | 3              | < 0,1%   |

Рідною мовою назвали:
| Мова      | Кількість осіб | Відсоток |
| --------- | -------------- | -------- |
| румунська | 6626           | 99,9%    |
| угорська  | 4              | 0,1%     |

Склад населення комуни за віросповіданням:
| Релігія            | Кількість осіб | Відсоток |
| ------------------ | -------------- | -------- |
| православні        | 6448           | 97,3%    |
| адвентисти         | 172            | 2,6%     |
| п'ятдесятники      | 3              | < 0,1%   |
| римо-католики      | 2              | < 0,1%   |
| реформати          | 1              | < 0,1%   |
| не вказали релігію | 4              | 0,1%     |